# Kanton Avignon-Est
Der Kanton Avignon-Est war von 1973 bis 2015 ein französischer Wahlkreis im Arrondissement Avignon, im Département Vaucluse und in der Region Provence-Alpes-Côte d’Azur. Er wurde er im Rahmen einer landesweiten Neugliederung der Kantone aufgelöst.

## Gemeinden
Der Kanton bestand aus einem Teil der Stadt Avignon (angegeben ist hier die Gesamteinwohnerzahl) und der Gemeinde Morières-lès-Avignon:
| Gemeinde             | Einwohner Jahr | Fläche km² | Bevölkerungsdichte | Code INSEE | Postleitzahl |
| -------------------- | -------------- | ---------- | ------------------ | ---------- | ------------ |
| Avignon              | 90.305 (2013)  | –          | – Einw./km²        | 84007      | 84007        |
| Morières-lès-Avignon | 7.999 (2013)   | 10,35      | 773 Einw./km²      | 84081      | 84310        |